# Torridon
Torridon (Schots-Gaelisch: Toirbheartan) is een dorp ongeveer 130 kilometer ten westen van Inverness in de Schotse lieutenancy Ross and Cromarty in het raadsgebied Highland.